# Dalida Forever - Pour en arriver là
Dalida Forever - Pour en arriver là è la prima raccolta postuma della cantante italo-francese Dalida, pubblicata qualche mese dopo la sua morte, nel 1987. Venne distribuita da Carrere.
La raccolta è stata commercializzata in formato vinile ed anche in CD. Quest'ultimo presenta due ulteriori tracce: Je suis malade e Et tout ces regards.
Con questo album venne anche presentato un VHS di nome Pour en arriver là della durata di circa un'ora e dieci minuti, contenente diciotto tracce video.

## Tracce (LP)
Lato A
1. Pour en arriver là
2. Avec le temps
3. Partir ou mourir
4. Lucas
5. Pour ne pas vivre seul
6. Bravo

Lato B
1. Voilà pourquoi je chante (versione ridotta)
2. L'amour et moi
3. Quand on n'a que l'amour (versione 1979)
4. À ma manière
5. Mourir sur scène
6. Et la vie continuera

## Tracce (CD)
1. Pour en arriver là
2. Avec le temps
3. Partir ou mourir
4. Lucas
5. Pour ne pas vivre seul
6. Bravo
7. Voilà pourquoi je chante (versione ridotta)
8. L'amour et moi
9. Quand on n'a que l'amour (versione 1979)
10. À ma manière
11. Mourir sur scène
12. Et la vie continuera
13. Je suis malade
14. Et tous ces regards